# Сенсимилья

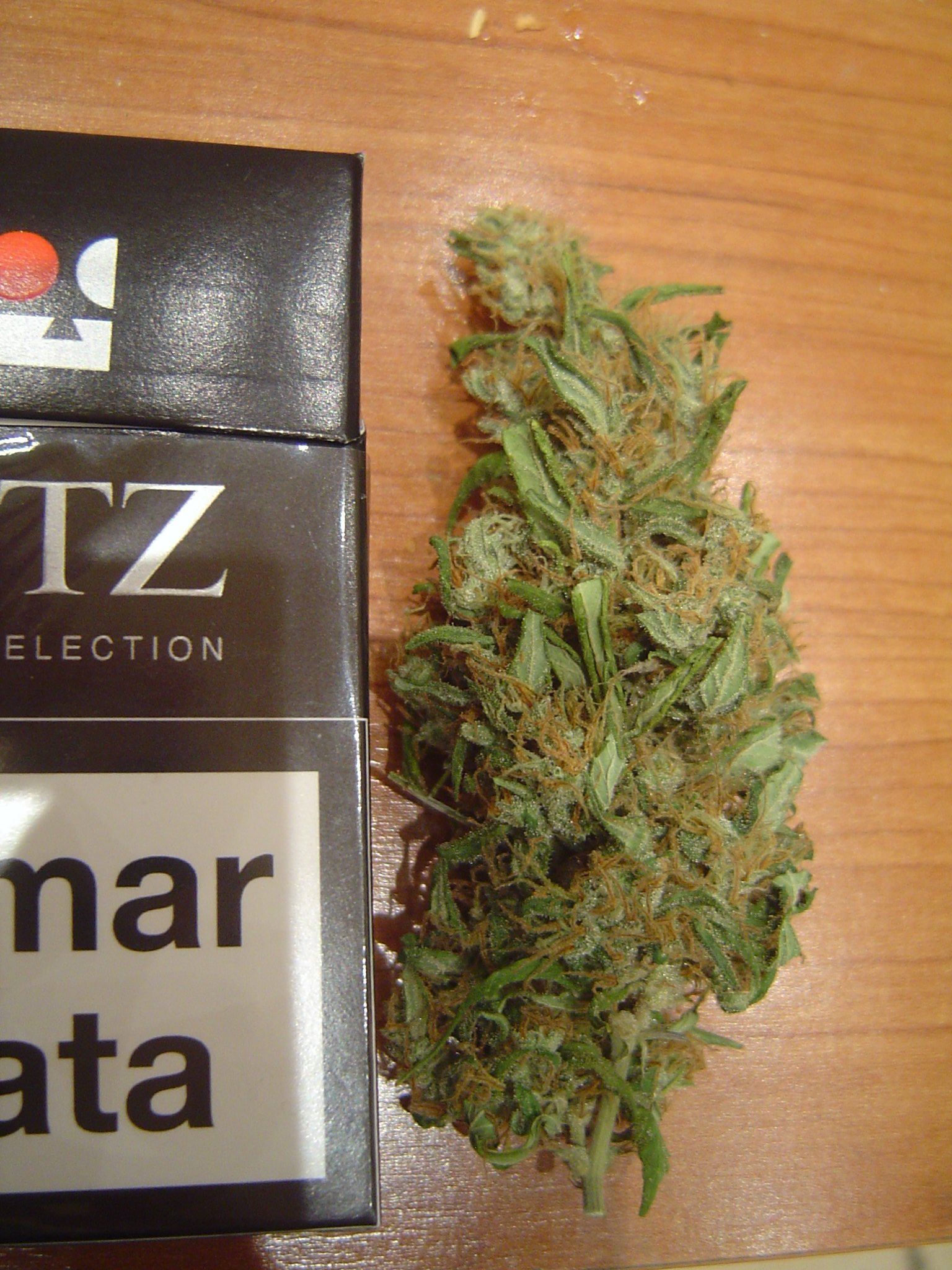
Сенсимилья по сравнению с пачкой сигарет

Сенсими́лья (от исп. sin semilla — без семян) — созревшие, но неоплодотворённые соцветия женских растений конопли (см. матерка). В связи с более высоким содержанием ТГК эта часть растения марихуаны отличается особо сильным психотропным воздействием.
Сенсимилья — не сорт конопли, а результат тщательной сегрегации. Содержание ТГК в женских соцветиях возрастает с развитием цветов, достигает пика к моменту оплодотворения, а затем идёт на спад. Если уберечь женское растение от опыления, то количество ТГК в его соцветиях может достигать 28 % но уже существует множество сортов с 25-процентным содержанием ТГК и выше. Рекордным на сегодняшний день является содержание ТГК 37,28 %.
В 452 образцах марихуаны, конфискованных в Англии (2004—2005), среднее содержание ТГК в сенсимильях составило 13,9 %, в то время как в образцах обычной марихуаны оно составляло 2,1 %.
В последнее время в связи с сильно выросшим интересом к медицинским и терапевтическим эффектам ТГК, КБД и других каннабиноидов, которых на данный момент открыто уже более 120, многие бридеры (предприятия, занимающиеся выведением новых сортов растений) стали делать упор на повышенное содержание канабидиола в марихуане. Со временем появились сорта, содержащие ТГК на минимальном уровне (0,02 % и ниже), а содержание КБД в некоторых из них достигает уровня в 20 %